# Jaron Lanier
Jaron Lanier (* 3. května 1960, New York, USA) je americký spisovatel, počítačový odborník a hudebník. Přisuzuje se mu autorství pojmu virtuální realita.

## Životopis
Pochází z umělecké rodiny. Jeho matka se narodila ve Vídni. Do USA se dostala v 15 letech poté, co přežila koncentrační tábor. Také rodina jeho otce sem utekla před pogromy z Ukrajiny.
Když bylo Lanierovi devět let, jeho matka zemřela při automobilové nehodě. Těžce onemocněl. Rok byl hospitalizován - když měl být propuštěn, vyhořel jim dům, a bydlel proto s otcem ve stanu v Nevadské poušti.
Střední školu nedokončil. Účastnil se však přednášek na Státní univerzitě Nové Mexiko. V 80. letech pracoval pro firmu Atari, v téže době spolupracoval s Timothym Learym.
Později založil v Silicon Valley společnost VPL Research, která se stala vůdčí firmou pro aplikace virtuální reality.

## Kritika kolektivní vševědoucnosti
Roku 2006 publikoval esej „Digitální maoismus" (Digital Maoism), v níž kritizuje nový fenomén „online kolektivismu“, který vymazává individualitu. Jako příklad uvádí Wikipedii, která vzniká podobně jako Bible postupnou prací mnoha anonymních autorů. Nevadí mu Wikipedie sama o sobě; problém vidí v tom, jak rychle se stala uznávanou a získala svou důležitost.

## Ocenění
- Mírová cena německých knihkupců (2014)

## Dílo
- Information Is an Alienated Experience, Basic Books, 2006
- You Are Not a Gadget: A Manifesto, New York: Alfred A. Knopf, 2010
- Who Owns the Future?, San Jose : Simon & Schuster, UK : Allen Lane, 2013
- Ten Arguments For Deleting Your Social Media Accounts Right Now, Bodley Head, 2018, ISBN 9781847925398